# Suleyman Sani Ajundov
Suleyman Sani Akhundov (en azerí: Süleyman Sani Axundov) - (nació el 3 de octubre de 1875 en Şuşa y falleció el 29 de marzo de 1939 en Bakú) – dramaturgo e ilustre prosista azerbaiyano. Eligió el seudónimo de Sani, que significa “segundo en árabe, con el fin de evitar confusiones con su homónimo Mirza Fatali Ajundov.

## Vida
Suleyman Sani Ajundov nació en la ciudad de Şuşa, el 3 de octubre de 1875. Creció en la familia de su tío Safarali bay Valibayov, porque quedó huérfano de padre siendo aún niño. Tras acabar sus estudios en el Seminario Pedagógico de Gori, que abarcó los años 1885-1894, fue nombrado con el cargo de maestro en las escuelas ruso-tártaras de III grado. Hasta los fines de su vida se dedicó a la pedagogía y fue conocido como escritor y periodista. 
Suleyman Sani Ajundov intervino en el I congreso de maestros de Azerbaiyán que tuvo lugar en Bakú, en 1906. Durante los años 1920-1921 ocupó el cargo de jefe del departamento de educación de la Comunidad Autónoma de Nagorno-Karabaj y en los años 1922-1930 fue director de la escuela de Bakú. En 1922 fue elegido primer presidente de la Unión de escritores y literatura en azerí. En 1932 fue galardonado con el título de Héroe del Trabajo por su actividad literaria y pedagógica. 
Desde 1921 hasta 1930 fue elegido miembro del Consejo de Bakú, candidato a miembro del Comité Ejecutivo de Bakú y miembro del Comité Ejecutivo Central de Azerbaiyán. Es autor del libro de texto Segundo año.  Suleyman Sani Ajundov murió el 29 de marzo de 1939, a la edad de 63 años.

## Arte
La primera obra creativa de Suleyman Sani Ajundov es la comedia Codicioso. Él escribió esta obra bajo la influencia de la famosa comedia Haji Kara de Mirza Fatali Ajundov. en 1899. En su obra Codicioso él protesta contra las numerosas negatividades de su tiempo como: la tacañería, avaricia, esclavitud de mujeres, y trata de despertar sueños de una buena vida en lectores y espectadores, someter a nueva generación a la verdad y sacrificio creando en su obra buenos personajes como Imran, Gulzar y Sharaf janim. 
Con las comedias Dibdat bay, Unidad turca llevó el tema sociopolítico a la escena teatral de Azerbaiyán. Es autor de piezas como Nido de Halcón, De la oscuridad a la luz, Shahsanam y Gulparí, Felicidad en el trabajo, Mulá Nasraddin en Bakú, El amor y la venganza, etc.

## Obras
1. Obras. Bakú: 1936.
2. Obras seleccionadas (redactor Abbas Zamanov). Bakú: 1951.
3. Obras seleccionadas (redactor Nadir Valijanov). I tomo. Bakú: 1968.
4. Obras seleccionadas (redactor Nadir Valijanov). II tomo, Bakú: 1968.
5. Cuentos y Piezas (redactor Nadir Valijanov). Bakú: 1975.
6. Obras seleccionadas (redactor y autor del prólogo: Nadir Valijanov). Bakú: 2005